# Astaenomoechus redtenbacheri
Astaenomoechus redtenbacheri är en skalbaggsart som beskrevs av Edgar von Harold 1874. Astaenomoechus redtenbacheri ingår i släktet Astaenomoechus och familjen Hybosoridae. Inga underarter finns listade.